# Расалайте, Дангуоле
Дангуоле Расалайте (лит. Danguolė Rasalaitė; 19 мая 1983, Тельшяй, ЛитССР, СССР — 10 января 2000, Мальмё, Швеция) — литовская школьница, которая в возрасте 16 лет попала в сексуальное рабство в Швеции и, не выдержав, покончила с собой, спрыгнув с моста. Её дело широко освещалось в шведской прессе в начале 2000-х. По мотивам истории Расалайте был снят фильм «Лиля навсегда».

## Биография

### В Литве
Дангуоле родилась в Тельшяйе, но выросла в каунасском районе Шанчяй. У неё была старшая сестра Иоланта, её мать, Регина Расалене, работала продавцом. Отца Дангуоле осудили за драку на пять лет и Регина позже на некоторое время вторично вышла замуж за человека, от которого Дангуоле получила фамилию Расалайте. В начале 1997 года Регина решила переехать в США (где планировала получить грин-карту), для чего продала их дом в Шанчяй и они с дочерью переехали в город Жежмаряй, где поселились в однокомнатной квартире, которую Регина решила использовать в качестве временного пристанища, пока оформлялась виза. В этот период Дангуоле уехала к своей сестре Иоланте в Германию (та была замужем за немцем), где училась в Хюттенфельдской литовской гимназии. Сестра с мужем платили за её обучение 700 марок в месяц. До Германии Дангуоле была довольно скромной девочкой и прилежно училась в школе, но в Германии с ней, по словам родственников, произошла непонятная метаморфоза, вследствие которой Дангуоле начала нарушать дисциплину, что повлекло жалобы администрации гимназии, из-за чего Регина приехала в Германию и увезла Дангуоле обратно в Литву.
Получив визу, Регина решила для начала одна отправиться в Штаты, а Дангуоле планировала забрать, когда той исполнится 16 лет (тогда Регине не потребовалось бы просить у отца Дангуоле его согласия на выезд дочери). После отъезда матери Дангуоле полтора года жила у своей тёти Ирены Марозене, которая с мужем Видмантасом и сыном Сергеем жила там же в Жежмаряй, но они жили в двухкомнатной квартире, в которой четверым было очень тесно и Дангуоле вернулась в свою прежнюю квартиру. После учёбы в Германии она не смогла ужиться в местной школе (тётя Ирена пристроила её в Жежмаряйскую гимназию) и в конечном итоге бросила её, несмотря на уговоры родственников окончить хотя бы девять классов. В октябре 1998 года родственники пристроили её в ПТУ, но, поскольку она жила одна, и Ирена, её семья, и бабушка Дангуоле Янина Дамбраускене не могли тотально контролировать её (через какое-то время Ирена тоже эмигрировала сначала в Англию, а затем — в США к Регине), то Дангуоле, будучи теперь предоставленной сама себе, вскоре бросила учёбу и начала вести распутный образ жизни, часто не ночуя дома (соседи вспоминали, что она появлялась дома только, чтоб переодеться). Через некоторое время родственники потеряли её из виду, так как Дангуоле уехала из Жежмаряя и жила у различных любовников в Кайшядорисе, где через некоторое время исчезла. За всем этим Дангуоле к 16 годам оставалась без паспорта.
Летом 1999 года Регина (к тому моменту она в третий раз вышла замуж, на этот раз за американца югославского происхождения) послала дочери письмо, в котором написала, что, наконец, готова забрать её в США. В ответ муж Ирены написал ей, что нигде не может найти племянницу. Через полгода Дангуоле была объявлена в розыск. Между тем, осенью 1999 года Дангуоле пришла с неким парнем к своей подруге Кристине Ашменайте и уговорила ту отдать ей свой паспорт. Парень был её новым молодым человеком, который пообещал ей работу в Швеции в Мальмё на овощной ферме.

### В Швеции
17 сентября 1999 года Дангуоле по паспорту Кристины прилетела в Кристианстад. Там её встретили и отвезли на квартиру в Арлёве к человеку, который отобрал паспорт и заявил, что она должна будет возместить ему компенсацию за свой перелёт в виде 20 тысяч шведских крон (в то время это было эквивалентно 2410 долларам) и возмещать будет с помощью проституции.
Сексуальное рабство сопровождалось побоями в случае неподчинения. Квартира всегда была заперта и когда приходил клиент, ему заранее вручали ключ. Так, спустя месяц, Дангуоле удалось втереться в доверие одному постоянному клиенту, который владел пиццерией, и тот, уходя, «забыл» запереть дверь (по другой версии, Дангуоле, улучив момент, сбежала из квартиры через окно). Она избегала полиции, потому что ей сказали, что проституция в Швеции незаконна и, к тому же, она приехала в страну по фальшивому паспорту. Расалайте убежала к владельцу пиццерии, но тот в итоге сам стал использовать её как проститутку. За несколько недель до Рождества 1999 года Расалайте познакомилась с 17-летней боснийкой (по другой версии, македонкой) Мелитой, которая поселила её в квартире в северном пригороде Мальмё. Там Дангуоле сидела безвылазно, опасаясь снова столкнуться с сутенёрами. Мелита часто видела у подъезда дома что-то ищущих людей, а её родители получали анонимные угрозы от незнакомцев. В ночь с 6 на 7 января 2000 года между Дангуоле и Мелитой произошла некая ссора, в процессе которой Дангуоле заявила, что больше не хочет жить. Девушки помирились, но 7 января во второй половине дня Дангуоле, прихватив нож, тайно ушла из квартиры и Мелита не успела её задержать. В тот же день её тело было найдено на трассе E22 под автодорожным виадуком Крусегатан. Полиция посчитала, что это было самоубийство, но свидетелей прыжка Дангуоле найдено не было.
Её в бессознательном состоянии доставили в больницу, но от полученных травм она скончалась 10 января, не приходя в сознание

## Расследование
При себе у Дангуоле не было ни паспорта, ни каких-либо документов, из-за чего её тело не сразу опознали. У неё был клочок бумаги с тремя телефонами, один из которых принадлежал матери Мелиты, а второй — той самой квартире в Эрлёве. Там были найдены три прощальных письма (в которых Расалайте описала свою историю), адресованных её друзьям в Литве (одно из писем было адресовано Кристине). В квартире в Эрлёве были найдены вещи Расалайте и две несовершеннолетние проститутки из Чехии — Клаудия и её 13-летняя сестра Ливия.
Сутенёр, державший в рабстве Расалайте, так и не был найден. В письмах Расалайте называет человека, который привёз её из аэропорта в Эрлёв и других сутенёров, которые её удерживали в квартире, «русскими», но, по мнению следствия, они или хотя бы один из них вполне могли быть и литовцами. Почти никто из этих людей так и не был опознан или арестован, кроме «шофёра»: он сам откликнулся, когда шведская полиция выступила по телевидению с просьбой о помощи, но сказал, что ему просто заплатили за то, чтобы он привёз девушку из аэропорта, а на что именно он везёт её, он не знал. В конечном итоге полиция установила, что «русским» сутенёром был некий Гедрюс, который действовал под своим настоящим именем. Квартира в Эрлёве принадлежала его другу, но тот заявил, что не знал, для чего Гедрюс её использует. Поскольку процесс идентификации Расалайте затянулся на долгое время, только 31 мая 2000 года был выдан ордер на арест Гедрюса, который, однако, уже 30 апреля покинул Швецию. 3 августа 2000 года шведские власти закрыли дело, поскольку прокурор посчитал, что только трёх писем Расалайте, словесных свидетельских показаний и самого состава преступления будет недостаточно, чтобы получить международный ордер на арест. Инспектор, отвечающий за расследование, Бо Люндквист заявил, что даже если бы Гедрюс был схвачен, по шведским законам он получил бы только 15 месяцев тюрьмы максимум.  
По просьбе Регины власти Швеции кремировали тело, прах она забрала в США. 23 января 2006 года королева Сильвия публично упомянула о смерти Расалайте, выражая протест против насилия в отношении женщин.

## В культуре
В 2002 году шведский режиссёр Лукас Мудиссон снял фильм «Лиля навсегда» по его собственному сценарию, который он написал на основе записок Расалайте. Главную роль сыграла 15-летняя Оксана Акиньшина.
В 2015 году московская музыкальная группа «Труд» выпустила альбом «6», в котором одна из песен названа в честь Расалайте и затрагивает её биографию.